# 名久井岳
名久井岳（なくいだけ）とは、青森県南東部にある標高615.4mの山である。名久井岳の周辺は名久井岳県立自然公園に指定されている。

## 概要
名久井岳は青森県南部町と三戸町に跨る山であって、南部小富士の異名を持つ。山の外観は単峰のように見えるが起伏山地であり、岩手県を南北に連なる北上山地の北方にある名久井山地に含まれる。山頂から半径2kmとその周辺は名久井岳県立自然公園に指定されており、青森県道227号名久井岳公園線が通っている。
古くから霊峰山として人々に信仰されており、麓には法光寺、恵光院、野瀬観音が建立されている。

## 名久井岳県立自然公園
山頂を中心とする半径2kmほどの地域と、麓の城山及び諏訪ノ平の飛び地を合わせ1,076ヘクタールで、登山口には50台分の無料駐車場があり、5月から11月まで開園される。